# Audrey Cavelius
Audrey Cavelius, née en 1982, est une comédienne, performeuse et metteure en scène française.

## Biographie
Après des études littéraires, Audrey Cavelius commence le théâtre au Cours Florent, avant d'intégrer la Manufacture (Haute Ecole de Théâtre de Suisse Romande) où elle termine sa formation de comédienne en 2010. Après des collaborations avec des metteurs en scène comme Krystian Lupa, Oscar Gomez Mata, Mark Coniglio, Dorian Rossel et Alexandre Doublet, elle commence à développer des projets personnels. Après les deux mises en scène, Modernization versus zombification et La cave de Platon, Cavelius se consacre à son projet Abymes qui lui vaut le premier prix du concours Premio en 2013. La même année, elle crée avec Christophe Gonet sa propre compagnie, la NoNameCompany. Audrey Cavelius propose des formes d'art hybrides qui se situent entre théâtre, musique, arts visuels et arts plastiques,,. En 2016, elle remporte la bourse de compagnonnage théâtral de la Ville de Lausanne. En 2018, le spectacle Séries est présenté au Centre Culturel Suisse de Paris,. L'année suivante, suit à une collaboration avec l’artiste François Burland, Cavelius décide d'orienter son travail vers le support aux migrants et leur image. En 2020, son projet Autres voit comme sujets des migrants mineurs et leur identité,. En 2022, en collaboration avec François Burland, elle est invitée à la Dak’Art Biennale de Dakar avec le projet Checkpoint Dakar, qui donne suite à ses réflexions d'ordre humanitaire. Cavelius participe régulièrement à l’organisation de festivals en Suisse tels que Les Urbaines et Les Printemps de Sévelin.
Audrey Cavelius vit et travaille à Lausanne.

## Œuvres
- 2012 - Abymes 1, Dispositions d'esprit
- 2015 - Abymes 2, Living gallery
- 2016 - Variations
- 2018 - Séries
- 2020 - Autres
- 2021 - Un abri
- 2022 - Lettres de l'île flottante
- 2022 - Autrement